# 大觀古隧道
大觀古隧道是一座位於臺灣南投縣的隧道，興建於1919年左右，為日月潭水力電氣工事的鐵路運輸要道，並於1934年改為公路隧道。

## 簡介
大觀古隧道是一座以人工方式開鑿的隧道，其路徑依山形呈S型，全長320公尺、高4.5公尺、寬5公尺，上半部以火燒磚堆砌、下半部以方形大石塊堆疊而成。當時，台灣電力株式會社為進行日月潭水力電氣工事而預先於1922年之前完成由二水通往門牌潭（內車埕，即發電廠所在地）的鐵道；該隧道亦同時於鐵道工事中開鑿而成，並於發電廠工事進行期間擔負重要運輸角色，提供物資及人車進出工事基地，隧道內也因此設有六個避車孔以供行人於列車經過時停留。在發電廠工事告一段落後，隧道內的鐵道於1934年左右被改為一般道路。直到今縣道131號路線完工及1981年明湖水庫庫區淹沒其所屬道路之前，該隧道仍是周邊地區交通要道。

## 現況
隧道經整修後開放行人通行。

## 周邊
- 大觀發電廠
- 大觀水橋